# 工藤順
工藤 順（くどう なお、1992年〈平成4年〉 - ）は、日本の翻訳家。

## 経歴
2015年、東京外国語大学外国語学部（ロシア語専攻）卒業。2017年より翻訳詩を中心としたZINE「ゆめみるけんり」を主宰。
2023年、第九回日本翻訳大賞を『チェヴェングール』アンドレイ・プラトーノフ作、工藤順・石井優貴訳（作品社）により受賞。

## 翻訳
- アンドレイ・プラトーノフ 著、工藤順 訳『不死　プラトーノフ初期作品集』未知谷、2018年11月。ISBN 978-4-89642-568-0。
- アンドレイ・プラトーノフ 著、工藤順・石井優貴 訳『チェヴェングール』作品社、2022年6月。ISBN 978-4-86182-919-2。
- バーナード・ワッサースタイン 著、工藤順 訳『ウクライナの小さな町　ガリツィア地方とあるユダヤ人一家の歴史』作品社、2024年4月。ISBN 978-4-86793-025-0。
- ヨシフ・ブロツキー 著、加藤光也・沼野充義・斉藤毅・前田和泉・工藤順 訳『レス・ザン・ワン　詩について 詩人について 自分について』みすず書房、2025年5月。ISBN 978-4-622-09765-5。